# Chaldoran
Chaldoran (persană چالدران) este un oraș din Provincia Azerbaidjanul de Vest, Iran.